# Эверетт, Персиваль
Персиваль Эверетт (род. 22 декабря 1956[…], Fort Gordon, Джорджия) — американский писатель, профессор английского языка в Университете Южной Калифорнии.
В 2025 году за роман «Джеймс» был удостоен Пулитцеровской премии за художественную книгу.

## Биография
Эверетт учился в Университете Брауна и написал свой первый роман «Судер» еще будучи студентом, который был опубликован в 1983 году. С тех пор он опубликовал более 30 романов, рассказов и поэтических произведений. В 1992 году он также опубликовал детскую книгу The One That Got Away. Его роман Erasure, опубликованный в 2001 году, лёг в основу сценария фильма «Американское чтиво», получившего множество наград.
С 2007 года является профессором английского языка в Университете Южной Калифорнии. Женат на писательнице Данзи Сенна и живет с ней и двумя сыновьями в Лос-Анджелесе.
В 2016 году Эверетт был избран в Американскую академию искусств и наук, с 2023 года является членом Американской академии искусств и литературы.
В 2021 году его роман «Телефон» стал финалистом Пулитцеровской премии. В том же году он был удостоен премии Ivan Sandrof Lifetime Achievement Award от Национального круга книжных критиков. В 2022 году стал лауреатом премию Боллинджера Эвермана Водхауса за сатирический триллер «Деревья», который также вошёл в шорт-лист Букеровской премии. В том же году за «Деревья» он был удостоен книжной премии Анисфилда-Вольфа в категории «Художественная книга». В 2023 году Эверетт получил литературную премию Уиндхэма-Кэмпбелла, в размере 165 000 долларов США, за полное собрание сочинений. Со своим романом «Джеймс» вошёл в список финалистов Национальной книжной премии за художественную книгу в 2024 году.
Также был удостоен премии Американской академии искусств и литературы в области литературы и премии Грегора фон Реццори (Premio Gregor von Rezzori).

### Политические взгляды
В октябре 2024 года Эверетт был одним из подписантов призыва бойкотировать израильские культурные учреждения, «соучаствующие или молчаливо наблюдающие за подавляющим угнетением палестинцев».